# 17 Camelopardalis
17 Camelopardalis, som är stjärnans Flamsteed-beteckning, är en ensam stjärna i den sydvästra delen av stjärnbilden Giraffen. Den har en genomsnittlig skenbar magnitud på ca 5,44 och är svagt synlig för blotta ögat där ljusföroreningar ej förekommer. Baserat på parallaxmätning inom Hipparcosuppdraget på ca 3,4 mas, beräknas den befinna sig på ett avstånd på ca 960 ljusår (ca 290 parsek) från solen. Den rör sig närmare solen med en heliocentrisk radialhastighet på ca -20 km/s.

## Egenskaper
17 Camelopardalis är en röd till orange jättestjärna  av spektralklass M1 IIIa, som för närvarande befinner sig på den asymptotiska jättegrenen. Den har en massa som är ca 2,8 solmassor, en radie som är ca 83 solradier och utsänder ca 1 600 gånger mera energi än solen från dess fotosfär vid en effektiv temperatur på ca 3 800 K.
17 Camelopardalis är en misstänkt variabel, som har visuell magnitud +5,44 och varierar i amplitud med 0,04 magnituder utan någon fastställd periodicitet.